# 1605 en France
Chronologie de la France
- 1601
- 1602
- 1603
- 1604
- 1605
- 1606
- 1607
- 1608
- 1609

## Événements
- 14 janvier : déclaration rétablissant les droits perçus sur les cartes à jouer[1].
- 15 janvier : fondation du Carmel de Pontoise dirigé par la prieure Anne de Saint-Barthélemy[2].
- Janvier : agitation des protestants dans le Midi et dans l’Ouest à l’approche de l’assemblée de Châtellerault[3],[4].

- 1er février : le Parlement de Paris condamne pour crime de lèse-majesté le comte d’Auvergne et le comte d’Entragues à la peine de mort, et la marquise de Verneuil à l’internement dans une abbaye[5].
- 2 février : le roi gracie les condamnés[5].

- 26 avril : discours au roi du prévôt des marchands de Paris François Miron[6], porte parole des rentiers qui protestent contre la révision générale de la dette publique tentée par Sully (1599 et 1604). Ce dernier parvient néanmoins à assainir et à diminuer la dette[7].

- Juin : début de la construction du canal de Briare dirigée par l’ingénieur Hugues Cosnier (fin en 1642)[8].

- 25 juillet : ouverture de l’assemblée politique des protestants de France à Châtellerault[9], en présence de Sully. Le brevet du 4 août prolonge les places de sûreté protestantes pour quatre ans[3].
- Juillet :
  - arrestation des frères Lucquisses (ou Lucquesse) accusés de vouloir livrer Narbonne et Béziers aux Espagnols ; ils sont condamnés à mort par le parlement de Toulouse[3].
  - Henri IV ordonne la création de la place Royale (place des Vosges)[10].
- 15 septembre : le roi se rend dans le Limousin avec sept mille hommes pour réprimer la révolte du duc de Bouillon ; les nobles du Quercy se soumettent à Orléans (22 septembre), tandis que Bouillon se réfugie à Sedan et abandonne au roi les places de Turenne, Montfort, Sinceray (20 et 30 septembre)[3].
- 21 septembre : fondation du Carmel de Dijon par Anne de Jésus[11].

- Début octobre : à Tours, le roi retire les Sceaux à Pomponne de Bellièvre. Nicolas Brûlart de Sillery le remplace[12].
- 14-28 octobre : séjour du roi à Limoges, où il fait son entrée solennelle le 20[13]. Le roi tient les Grands Jours pour juger les seigneurs limousins révoltés. Treize gentilshommes sont condamnés à mort, six sont décapités, les autres s’étant réfugiés en Espagne (16 décembre)[3].

- 20 novembre : François de Malherbe présente au roi sa Prière pour le roi allant en Limousin et devient  le poète officiel de la cour de France[14].

- 5 décembre : arrestation de Meyrargues, gentilhomme provençal accusé de complot avec l’ambassadeur d’Espagne Balthasar de Zuniga dans le but de livrer Marseille au roi d’Espagne[15]. Il est condamné à mort comme coupable de haute trahison et exécuté en place de Grève le 19 décembre[16].
- 19 décembre, Paris : attentat d’un fou, Jacques des Isles, contre le roi[17].

- Le maréchal d’Estrées remet aux pères chartreux de la chartreuse de Vauvert à Paris un manuscrit contenant la formule d’un élixir de longue vie. En 1737, Frère Jérôme Maubec, apothicaire de la grande Chartreuse réussit à mettre au point cette première liqueur, ancêtre de la chartreuse[18].